# Harry Freeman
Harry Scott Freeman (Staines, 7 februari 1876 - Bourne End, 5 oktober 1968) was een Brits hockeyer. 
Met de Britse ploeg won Freeman de olympische gouden medaille in 1908 in eigen land.

## Resultaten
- 1908  Olympische Zomerspelen in Londen